# Будинок полтавської пожежної команди
Будинок полтавської пожежної команди — мурований, одноповерховий будинок з мансардою в Полтаві, на проспекті Віталія Грицаєнка, 16. Споруджений у 1811 році в стилі класицизму. Пам'ятка архітектури першої половини XIX століття — внесений до реєстру пам'яток архітектури національного значення.

## Історія будинку
Будинок на розі вулиць Ново-Полтавської і Велико-Петрівської був побудований у 1811 році для Полтавської пожежної команди.
Полтавська пожежна команда була найбільшою в губернії та виїжджала й в інші міста. Вона підпорядковувалася міській управі і утримувалася думою. До 1811 року містилася на території повітових присутственних місць. У 1802 році Полтаву було поділено на три частини, а з 1804 року — на дві, кожна з яких мала свій пожежний обоз і «вогнерятувального майстра». Обоз запрягався кіньми і, крім десяти пожежних бочок, додатково мав 10 бочок на колесах, якими возили воду до місця пожежі спеціальні робітники. На початку XX століття штат міської пожежної команди складався з брандмейстера, двох старших і 68 молодших служителів. В обозі було 40 коней.
Будинок пожежної команди був зруйнований під час німецької окупації Полтави 1941–1943 років. Відбудований у 1947 році.
23 вересня 2001 року в будівлі було відкрито Полтавський музей авіації та космонавтики, який знаходиться там і досі.

## Архітектурний ансамбль
Будинок одноповерховий з мансардою. Мурований, оштукатурений. Прямокутний у плані. Рустований фасад оздоблено чотириколонним портиком доричного ордера з трикутним фронтоном.